# 革羅罷
革羅罷（希臘語：Κλωπᾶς，Klopas，或）天主教思高聖經譯為克羅帕，新約人物，他的妻子名叫馬利亞，出現於《約翰福音》19:25。關於他的真實身份，現在有許多爭議。

## 字源
革羅罷是個常見的希伯來文男子名，相當於希伯來文的 (Halfi)，或是亞拉姆文的 חילפאי (Hilfài)。革羅罷的希伯來字根chalaph，意思是改變，或是取代。阿拉伯文的「世襲統治者」－哈里發（caliphate），其字根也是來自於此。
革羅罷可以直譯為希臘文的亞勒腓，某些學者認為，革羅罷跟亞勒腓是完全相同的名字，希臘文的亞勒腓是直接源自於革羅罷，但也有學者不同意這個說。
天主教和東正教傳統認為革羅罷是聖若瑟的兄弟，革流巴與革羅罷是同一個人。

## 身份爭議
《約翰福音》19:25中出現的革羅罷之妻（Cleophas），在希臘文，可以解釋為是革羅罷之女，或革羅罷之妻。傳統上，釋經家都認定這邊應該譯為革羅罷之妻，馬利亞。她是耶穌的信徒之一，因此，革羅罷也可能是耶穌的信徒之一。
優西比烏在《教會史》中記載，馬利亞的丈夫約瑟，他的兄弟名叫革羅罷。革羅罷的兒子西門，在公義者雅各之後，接掌了耶路撒冷教會。因此，學者詹姆斯·塔波（James Tabor）認為，革羅罷應該是聖若瑟的兄弟，革羅罷之妻即是指馬利亞。馬利亞在約瑟死後，遵循猶太傳統夫兄弟婚，與他生下了公義者雅各與西門。
根據中世紀傳說，馬利亞是聖安妮第二次婚姻所生的女兒。因此有人認為，革羅罷應該是聖安妮的第二任老公，而馬利亞則是他們的女兒。